# Cementlijm
Cementlijm is een lijm gemaakt van een zouthydraat.
De lijmverbinding komt tot stand als het cement in contact komt met water. De silicaten en de aluminiumoxides zullen dan reageren tot een vaste massa.
Toepassingsgebieden zijn:
- Constructielijm (bouw)
- Tegellijm
- Beton